# Erich Hartenthaler
Erich Rudolf Hartenthaler (* 9. Mai 1931 in Linz) ist ein Orgelbaumeister mit ehemaligem Sitz in Freiburg im Breisgau.

## Leben

### Berufslaufbahn
Erich Hartenthaler machte seine Orgelbau-Lehre bei der Firma Gebrüder Mauracher in Linz an der Donau. Von 1945 bis 1951 arbeitete er dort als Lehrling und Geselle. Danach ging er zur Firma Gebrüder Hopferwieser nach Graz. 1953 wechselte er zur Firma Gebrüder Späth Orgelbau im württembergischen Ennetach. Dort heiratete er 1956 Martha Schindler, mit der er später vier Kinder hatte. 1960 legte er seine Meisterprüfung bei der Handwerkskammer in Stuttgart ab. Als Meister übernahm er von 1960 bis 1964 die Leitung einer Filiale der Firma Späth in Freiburg. Als sich die beiden Brüder Späth 1964 trennten, führte August Späth den Freiburger Betrieb unter dem Namen Freiburger Orgelbau August Späth weiter; das Unternehmen besteht heute unter dem Namen Freiburger Orgelbau Hartwig und Tilmann Späth. Erich Hartenthaler blieb bis 1977 als Meister im Unternehmen. Er wechselte dann zur Firma Fischer & Krämer Orgelbau in Endingen am Kaiserstuhl.
1980 gründete er einen eigenen Betrieb, die Firma E.R. Hartenthaler. In den ersten Betriebsjahren standen unter Mitarbeit seiner Ehefrau Versetzungen von Orgeln sowie Umbauten und Teilneubauten im Fokus. Hartenthaler war mit den verschiedenen Traktur- und Windladesystemen vertraut. 1997 spezialisierte sich Erich Hartenthaler als Restaurator im Orgel- und Harmoniumbau-Handwerk auf die Erhaltung von älteren Orgeln. Ende 2007 gab er im Alter von 76 Jahren seinen Betrieb auf.
Der Orgelbauer Paul Heer war ein Onkel Erich Hartenthalers.

### Familie
Erich Hartenthaler ist verwitwet. Er hat zwei Söhne und zwei Töchter. Seine Eltern und deren Vorfahren stammen aus Oberösterreich.

## Werk
Die Firma E.R. Hartenthaler führte Restaurierungen, Versetzungen sowie Umbauten und auch Teilneubauten von Orgeln vor allem im süddeutschen Raum durch. Ergänzend bestanden zahlreiche Orgelpflegeverträge, das heißt, dass die entsprechenden Orgeln regelmäßig gereinigt, überholt und gestimmt wurden. Im Unterauftrag anderer Orgelbaufirmen wurden zwischen 1980 und 2007 zahlreiche Angebote für Neubauten vorbereitet sowie Konstruktionszeichnungen und andere Planungsunterlagen für diese Firmen erstellt.

## Werkliste (Auswahl)

### Restaurierungen
| Jahr      | Ort                           | Kirche       | Erbauerfirma                 | Erstellungsjahr | Manuale | Register | Anmerkungen                                                         |
| --------- | ----------------------------- | ------------ | ---------------------------- | --------------- | ------- | -------- | ------------------------------------------------------------------- |
| 1980/1981 | Freiburg                      | Maria-Schutz | August Merklin (Freiburg)    | 1891            | II/P    | 13       |                                                                     |
| 1984      | Obersimonswald                | St. Josef    | Anton Kiene II (Waldkirch)   | 1890            | I/P     | 10       | → Orgel                                                             |
| 1985/1986 | Bad Bellingen                 |              | Wilhelm Schwarz (Überlingen) | 1896            | II/P    | 16       |                                                                     |
| 1987      | Bleichheim                    |              | Anton Kiene II (Waldkirch)   | 1892            | II/P    | 13       |                                                                     |
| 1989      | Hierbach-Dachsberg            |              | F. W. Schwarz (Überlingen)   | 1902            | II/P    | 20       | Einbau von vier neuen Registern (16 + 4)                            |
| 1992      | Wolterdingen (Donaueschingen) |              | F. W. Schwarz (Überlingen)   | 1903            | II/P    | 22       |                                                                     |
| 1994      | Riedern am Wald               |              | E. F. Walcker (Ludwigsburg)  | 1881            | II/P    | 11       |                                                                     |
| 1994/1995 | Sölden                        |              | Johann Mayer (Hainstadt)     | 1868            | I/P     | 10       | Windladen und Pfeifen von J. B. Alffermann (Bruchsal) aus 1826/1829 |
| 1997      | Oberbiederbach                |              | Josef Schwarz (Überlingen)   | 1934            | II/P    | 15       |                                                                     |
| 1997      | Winzingen-Donzdorf            |              | Gebrüder Späth (Ennetach)    | 1908            | II/P    | 9        |                                                                     |

### Versetzungen von Orgeln
| Jahr      | von                           | nach                 | Erbauerfirma                    | Erstellungsjahr | Manuale | Register   |
| --------- | ----------------------------- | -------------------- | ------------------------------- | --------------- | ------- | ---------- |
| 1980      | Freiburg Konvikt              | Hausen an der Möhlin | Willi Dold (Freiburg)           | 1955            | II/P    | 24         |
| 1981/1983 | Badenweiler                   | Schallstadt          | Gebrüder Späth (Ennetach)       | 1960            | II/P    | 10         |
| 1983      | Stegen                        | Konstanz Musiksaal   | Willi Dold (Freiburg), Laukhuff | 1956            | II/P    | 10 → Orgel |
| 1983      | Hochschule für Musik Freiburg |                      | Friedrich Weigle (Echterdingen) | 1950            | II/P    | 12         |
| 1983      | Hochschule für Musik Freiburg |                      | E. F. Walcker (Ludwigsburg)     | 1950            | I/P     | 6          |
| 1984      | Steinenstadt                  | Schlatt unter Krähen | E. F. Walcker (Ludwigsburg)     | 1955            | I       | 4          |
| 1987      | St. Ulrich                    | Kappel               | Winterhalter (Oberharmersbach)  | 1952            | II/P    | 9          |

### Umbau und Teilneubau
| Jahr      | Ort       | Kirche     | Erbauerfirma              | Erstellungsjahr | Manuale | Register |
| --------- | --------- | ---------- | ------------------------- | --------------- | ------- | -------- |
| 1985      | Freiburg  | St. Urban  | Gebrüder Späth (Ennetach) | 1924/1936       | III/P   | 50       |
| 1990      | Todtnau   |            | Rieger (Schwarzach)       | 1964            | III/P   | 38       |
| 1992      | Konstanz  | Maria Hilf | Klais (Bonn)              | 1969            | II/P    | 27       |
| 1993/1994 | Unadingen |            | Willi Dold (Freiburg)     | 1939/1940       | II/P    | 22       |
| 1997/1998 | Beuron    |            | Mönch (Überlingen)        | ca. 1960        | II/P    | 9        |